# 林德霍斯特
林德霍斯特是德国下萨克森州的一个市镇。总面积7.88平方公里，总人口4343人，其中男性2106人，女性2237人（2011年12月31日），人口密度551人/平方公里。